# La Selva, Zinacantán
La Selva är en ort i Mexiko.   Den ligger i kommunen Zinacantán och delstaten Chiapas, i den sydöstra delen av landet, 700 km öster om huvudstaden Mexico City. La Selva ligger 2 382 meter över havet och antalet invånare är 219.
Terrängen runt La Selva är kuperad. Runt La Selva är det tätbefolkat, med 550 invånare per kvadratkilometer. Närmaste större samhälle är San Cristóbal de las Casas, 6,2 km öster om La Selva. I omgivningarna runt La Selva växer huvudsakligen savannskog.